# Joan Baez: I am a noise
Joan Baez: I am a noise és un documental estatunidenc del 2023 sobre la cantautora i activista Joan Baez. Dirigit per Miri Navasky, Karen O'Connor i Maeve O'Boyle, la pel·lícula utilitza gravacions casolanes inèdites, obres d'art, diaris, cintes de teràpia i enregistraments d'àudio relacionats amb Baez. S'ha subtitulat al català.
Es va projectar per primer cop al 73è Festival Internacional de Cinema de Berlín el 17 de febrer de 2023. Es va estrenar als cinemes dels Estats Units el 6 d'octubre de 2023 a càrrec de Magnolia Pictures.